# Bousignies-sur-Roc
Bousignies-sur-Roc település Franciaországban, Nord megyében. Lakosainak száma 374 fő (2022. január 1.). Bousignies-sur-Roc Montignies-Saint-Christophe, Cousolre és Beaumont községekkel határos.

## Népesség
A település népességének változása:
| Lakosok száma | 426  | 409  | 408  | 402  | 394  | 387  | 379  | 376  | 374  |
|               | 2013 | 2015 | 2016 | 2017 | 2018 | 2019 | 2020 | 2021 | 2022 |